# Alexandre des Pays-Bas (1818-1848)
Pour les articles homonymes, voir Alexandre des Pays-Bas.
 Guilaume Alexandre Frédéric Constantin Nicolas Michel, prince des Pays-Bas, prince d'Orange-Nassau ((en néerlandais : Willem Alexander Frederik Constantijn Nicolaas Michiel, Prins der Nederlanden, Prins van Oranje-Nassau) ;  né au palais de Soestdijk le 2 août 1818 et décédé le 20 février 1848), est le deuxième fils de Guillaume II des Pays-Bas et de la grande-duchesse Anna Pavlovna de Russie, fille du tsar Paul Ier de Russie. 

## Biographie
Le prince Alexandre est né le dimanche 2 août 1818. Sa naissance a été annoncée le lendemain dans la Nederlandsche Staatscourant. Pour commémorer la naissance de son deuxième petit-fils de Guillaume Ier des Pays-Bas a donné à sa belle-fille, Anna Pavlovna la maison du tsar Pierre le Grand de Zaandam, qui avait été habitée par son ancêtre Pierre Ier le Grand lors de son séjour dans les Provinces-Unies.
Alexandre a été baptisé le 24 août 1818 par le révérend Krieger à La Haye. Sa grand-mère paternelle, Wilhelmine de Prusse était présente pour l'occasion. Alexandre a reçu les noms de ses oncles maternels Alexandre Ier de Russie, Constantin Pavlovitch de Russie, Nicolas Ier de Russie et Michel Pavlovitch de Russie.

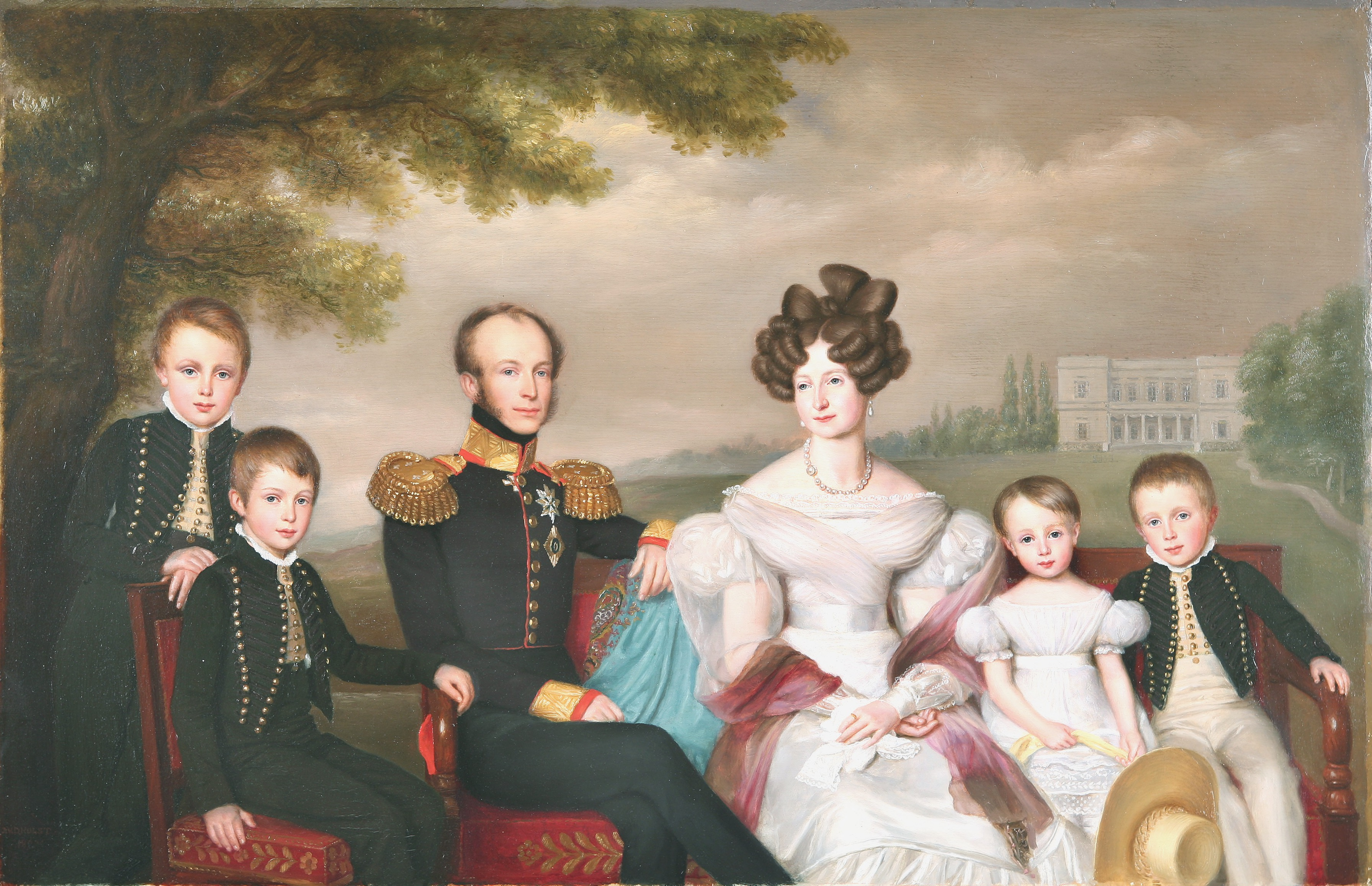
De gauche à droite: Guillaume III, Alexandre, Guillaume II, Anna Pavlovna, Sophie, et Henri

Surnommé Sasha au sein de sa famille, le prince Alexandre n'a que dix-huit mois de moins que son frère aîné, le futur Guillaume III des Pays-Bas. Les deux princes sont élevés ensemble et reçoivent la même éducation. Leur père, le prince d'Orange, pensait que l'éducation des garçons était particulièrement importante et a participé activement à l'éducation de ses enfants. En tant que tels, les deux enfants ont passé beaucoup de temps à l'extérieur.  
Le 22 octobre 1822, la princesse d'Orange écrit à son frère, le grand-duc Constantin, que " les deux aînés sont de grands garçons et reçoivent leurs premières leçons. Guillaume a commencé à leur enseigner à lire il y a un an et maintenant, ils ont été confiés à la garde d'un tuteur qui vient tous les jours pour leur enseigner. Papa leur enseigne la Géographie.' Les Princes Guillaume et Alexandre ont ensuite poursuivi leurs études à l'université de Leyde, mais aucun d'eux n'a montré un intérêt particulier pour les milieux universitaires. Alexandre a développé un intérêt pour la numismatique
Dès l'enfance, Alexandre était le fils préféré de ses parents qui le considéraient comme plus apte à régner que son frère Guillaume. Alexandre avait hérité de son père une nature facile à vivre. Il avait un groupe d'amis étendu et entretenait des relations cordiales avec sa belle-sœur Sophie de Wurtemberg. En effet, les relations de la princesse avec son mari et sa belle-famille étaient tendues. Elevé dans la religion orthodoxe qui proscrivait les unions entre cousins germains, la princesse d'Orange s'était opposé en vain au mariage de son fils et en tenait rigueur à sa belle-fille. Quant au prince Guillaume, très porté sur la chair et rejetant toute activité culturelle, il se sentait humilié par une épouse intelligente, cultivée, préférant les activités de l'esprit à celles de la chair et faisant montre d'une franchise peu diplomate. 
Le prince Alexandre était aussi connu pour son sens de l'humour. Ainsi apparut-il à un bal habillé de la tête aux pieds dans une armure brillante.
Le prince Alexandre est également le premier membre de la Maison d'Orange dont une photo a été prise. Il fut aussi le premier à posséder un vélo. Les grandes passions du prince ont été la chasse et les chevaux. Il reçut son premier cheval à l'âge de dix ans et est devenu un cavalier émérite. Alexandre était également passionné de chasse. En 1839, lui et son frère ont été autorisés par leur grand-père le roi à rétablir l'ancienne pratique de la fauconnerie au palais de Het Loo. Les deux frères créérent le Royal Loo Hawking Club auquel le prince Alexandre accorda sa protection. Les deux princes étaient membres d'une société internationale de noblesse à Het Loo. Outre la chasse, la société a également œuvré en faveur des courses hippiques. Connaissant ses goûts, la reine lui offrit un cheval rapporté d'Angleterre et coûtant 4000 florins néerlandais). 
Le prince Alexandre a entrepris de nombreux voyages au Royaume-Uni, en Italie et en Russie. Le 23 juillet 1839, accompagné de son mentor Rigot de Beguins, le prince Alexandre fut reçu par son oncle maternel, le tsar Nicolas Ier. Le 26 août 1839, le tsar nomme son neveu chef du régiment de dragons de Novorossisk. Le 3 octobre la princesse d'Orange remercie son frère de sa gentillesse envers son fils espérant peut-être voir son fils faire carrière dans l'armée russe : " La façon dont je devrais vous remercier, cher ami, pour les cadeaux que vous avez accordés à mon fils Alexandre et pour le flatteur honneur que vous lui avez conféré en faisant de lui le chef d'un régiment de l'armée. Puisse-t-il une fois mériter l'honneur d'être pris dans les rangs de cette armée! Il en vaut peut-être la peine!' Comme son père, le prince Alexandre est apparu occasionnellement en uniforme russe.
En 1846, le prince Alexandre, accompagné de sa mère et de sa sœur, la princesse Sophie des Pays-Bas se rend en Italie. Ils quittent Rotterdam le 26 août 1846 et arrivent à Domodossola le 11 septembre. À la fin de septembre, ils ont atteint Gênes. Le 9 octobre, la Reine, Alexandre et Sophie atteignent Rome. Ils ont rendu visite au pape Pie IX et bien que protestant, le prince s'agenouilla pour recevoir sa bénédiction. Le prince Alexandre retourna aux Pays-bas en novembre.
Le prince Alexandre menait un train de vie relativement modeste. En 1842, son aide-de-camp Eliza Pieter Matthes  décrit la maison du prince derrière la Kloosterkerk comme "plutôt petite pour un prince", mais l'intérieur était "charmant." En 1844, le prince Alexandre acquiert à La Haye la villa Boschlust dont le propriétaire Johannes van den Bosch est décédé. Il emménage en 1845 mais n'y séjourne que deux ans jusqu'à son départ à Madère. Après sa mort, la villa a été transmise à ses parents. Anna Pauwlowna a habité Boschlust pour un court laps de temps après la mort de son mari. Peu de temps après, la Reine douairière quitta aussi Boschlust. La villa a été vendue en mars 1851. Elle fut démolie en 1888.

### Carrière
Comme second fils du Prince d'Orange Alexandre était destiné à une carrière dans l'armée. Le 2 août 1828, pour son dixième anniversaire, Alexandre a reçu le grade de colonel par arrêté royal. Il a d'abord commencé sa carrière militaire dans la Marine, mais est vite passé à la Cavalerie. Avec son père et son frère Guillaume, Alexandre a rejoint la campagne contre la Belgique en 1833-1834. Il a servi comme lieutenant-général et inspecteur de la cavalerie, un poste qu'il a pris très au sérieux. Il a occupé ce poste de lieutenant-général et d'inspecteur général de 1840 jusqu'à sa mort. Le régiment Huzaren Prins Alexander est nommé pour lui.
À l'automne 1844, le roi Guillaume II prévoit de nommer son second fils comme gouverneur-général des Indes néerlandaises. Beaucoup de gens, y compris le ministre des Colonies s'y sont opposés, et à la fin, Alexandre n'a pas reçu le poste.

### Perspectives de mariage
À la fin des années 1830, Guillaume IV du Royaume-Uni voulait faire épouser à Alexandre sa nièce, la princesse Alexandrina Victoria de Kent (et future reine du Royaume-Uni). Victoria n'a pas accepté.
Il a été suggéré en 1840, qu'Alexandre épouse à terme Isabelle II d'Espagne ce qui lui permettrait de devenir régent. Toutefois, l'opposition des autres couronnes et l'objection Espagnole concernant sa religion (le prince n'était pas catholique) a empêché le mariage. Alexandre ne s'est jamais marié, comme la princesse Sophie a écrit à Lady Malet, le 4 mai 1847, « mais je suis en bonne compagnie avec le Prince Alexandre [...] Il ne me courtise pas, car il ne sait pas encore ce qu'est une femme, mais il me donne toute l'amitié qu'il est capable de donner. Il n'a pas eu de descendance.

### Le déclin de la santé et de la mort
Charlotte Disbrowe, fille du diplomate britannique Sir Edward Cromwell Disbrowe (1790-1851), a rappelé, qu'en novembre 1836, à dix-huit ans, Alexandre a subi un grave accident qui aurait facilement pu lui coûter la vie. Lors d'une terrible tempête, lui et son frère aîné étaient de retour de Leyde, où ils sont allés la plupart des jours de la poursuite de leurs études. La route qui traverse le bois a été entièrement bloquée et ils ont été contraints d'abandonner leur chariot et continuer à pied. Alors qu'ils atteignaient la partie du bois le plus proche de La Haye, les arbres tombaient de tous côtés [...] l'un est tombé dans une direction à partir de laquelle ils ne s'attendaient pas. Le baron s'est emparé du prince Héréditaire qui se trouvait juste à côté de lui et l'a tiré hors de danger, mais le prince Alexandre a été capturé par les branches et jeté à terre. L'arrivée de secours pour le sortir de là a pris un certain temps. Une fois les branches enlevées, Alexandre a été transporté inconscient vers le palais. "En premier lieu, écrit Disbrowe, il n'était pas trop mal, mais après quelques heures la fièvre et le délire sont apparus et il a été très gravement malade.» Alexandre ne s'est jamais complètement remis de cet accident, avec de l'essoufflement et des maux de tête pour le reste de sa vie.
Disbrowe plus tard encore, a commenté le déclin de l'état de santé du prince : «Le Prince Alexandre, un très beau jeune homme, né en 1818, était manifestement en défaut en matière de santé. Quil se soit blessé lorsque l'arbre est tombé sur lui ou qu'il se soit fait du tort en tentant de maigrir, je ne sais pas, mais il mesurait six pieds quatre pouces de hauteur, la dernière expérience aurait besoin d'un vigoureux traitement. Souvent quand je danse avec lui, j'ai remarqué combien il est à bout de souffle, et comment la transpiration perle sur son front, et j'aurais voulu avoir le courage de le conjurer d'arrêter.»
Alexandre a constamment suivi un régime et fait de l'exercice pour maintenir sa silhouette mince. Il s'est rarement épargné lui-même et essaya de cacher sa faiblesse physique à sa famille.
Alexandre toutefois, n'a pas réussi à cacher ses problèmes pour toujours. Le 23 avril 1847, la princesse Sophie a fait des remarques à Dame Malet à propos des problèmes de santé du prince Alexandre. «Je ne sais pas ce que c'est exactement, mais il marche comme un vieil homme et ses glandes sont gonflées. Il est resté à Het Loo pendant un mois, mais il n'y a pas eu d'amélioration.» le 3 juin, elle continua : «j'ai fait de longues promenades avec lui seule à seul et écouté ses plaintes au sujet de sa santé et de ses problèmes. Parfois, j'ai pensé en moi-même : c'est comme d'être seul avec une vieille femme.»
Alexandre a contracté la tuberculose et pour des raisons de santé a déménagé en novembre 1847, à Madère, au Portugal. Après un émouvant adieu de sa famille, il partit de Rotterdam, où il s'embarqua pour le dernier voyage de sa vie. Henri d'Orange-Nassau a commandé le phare de "Prince d'Orange" et deux navires d'escorte 'Cerberus" et "Cyclope" qui ont conduit Alexandre à Madère. Sur l'île Henri a rencontré sa future épouse Amélie de Saxe-Weimar-Eisenach , quand elle et sa mère sont venus visiter Alexandre.
Alexandre a emménagé dans la villa Quinta Vigia (pt) à la périphérie de Funchal, qui est actuellement la résidence officielle du Président du Gouvernement Régional de Madère. Il y mourut le 20 février 1848 à l'âge de 29 ans. En raison d'un vent défavorable, la nouvelle de sa mort n'a atteint ses parents qu'un mois plus tard, alors que le roi Guillaume II était en train de poser pour un portrait. La belle-sœur d'Alexandre, Sophie a écrit à Lady Malet, le 24 mars : «Notre pauvre prince Alexandre est mort comme il a vécu, jusqu'au dernier moment ses pensées ont été remplies avec des chevaux et des sports. Il n'avait aucune idée de l'approche de la fin. L'autopsie a montré que ses poumons étaient parfaitement sains, l'estomac détruit, il n'y avait pas une goutte de sang dans son corps.» La mort de son fils favori a frappé le roi, qui était au milieu d'une crise politique, particulièrement difficile. La reine écrivit à son frère Nicolas : «Seulement aujourd'hui je me sens assez forte pour écrire quelques lignes pour vous parler de la terrible catastrophe qui s'est abattue sur nous. Notre Sasha est mort!!! et nous avons survécu à ce coup... Il est en paix maintenant, mais nous devons aller dans ce monde, où il n'avait pas d'ennemis, il a été le plus aimant des fils et le plus fidèle des compagnons"».
Le Prince Alexandre a été enterré dans la crypte royale à la nouvelle église de Delft à Delft le Vendredi saint 21 avril 1848 dans un curieux cercueil en forme de tortue. Ses frères Henri et Guillaume, le prince d'Orange ont été les seuls membres de la famille royale à assister aux funérailles. Le futur roi Guillaume III a déplacé, jusqu'en 1859, les célébrations de l'anniversaire de sa naissance à celui de sa femme (17 juin), parce que son propre anniversaire (le 19 février) est trop proche de la date de la mort de son frère.

## Sources
- J.J. Bouman, Op en om Oranjes troon, Zaltbommel, Europese bibliotheek, 1967
- J.J. Bouman, Oranje in beeld : Een familiealbum uit de 19de eeuw, Zaltbommel, Europese bibliotheek, 1966
- (nl) Thera Coppens, Sophie in Weimar : Een prinses van Oranje in Duitsland, Amsterdam, Meulenhoff, 2011, 698 p. (ISBN 978-90-290-8743-8)
- Charlotte Anne Albania Disbrowe, Old Days in Diplomacy : Recollections of a closed century, Londres, Jarold&Sons, 1903
- S.W. Jackman, De Romanov Relaties : Uit de privé-correspondentie van Anna Paulowna en haar familie, Baarn, Bosch en Keuning, 1987
- S.W. Jackman, Een vreemdelinge in Den Haag : Uit de brieven van Koningin Sophie aan Lady Malet, Baarn, Bosch en Keuning, 1984
- Eliza Pieter Matthes, Een jaar aan het hof : Het dagboek van Eliza Pieter Matthes 1842–1843. Een ooggetuige aan het hof van koning Willem II, Zwolle, Waanders, 2010
- Cees van Raak, Vorstelijk begraven en gedenken : Funeraire geschiedenis van het huis Oranje-Nassau, Bussum, Thoth, 2003
- (en) Stanley Weintraub, Uncrowned King : The Life of Prince Albert, Londres, John Murray Inc., 1997, 478 p. (ISBN 978-0-7195-5756-9)
- In naam van Oranje, 30. Vijf eeuwen de Oranjes fr hun sport en chasse (1994) Nationaal Museum Paleis Het Loo. Zwolle: Waanders (en néerlandais)
- In naam van Oranje, 33. Vijf eeuwen de Oranjes en de onbekende oranjeprinsen (1995) Nationaal Museum Paleis Het Loo. Zwolle: Waanders (en néerlandais)